# Elisabetta De Blasis
Elisabetta De Blasis, née le 30 avril 1974 à Avezzano est une femme politique italienne. Elle est députée européenne depuis le 2 novembre 2022 en remplacement de Andrea Caroppo.